# Lycophidion namibianum
Lycophidion namibianum (намібійська вовча змія) — вид змій родини Lamprophiidae. Мешкає в Анголі і Намібії.

## Поширення і екологія
Намібійські вовчі змії мешкають на південному заході Анголи та на північному заході Намібії. Вони живуть в сухих кам'янистих пустелях Каоковельду та в сухих саванах. Зустрічаються на висоті від 500 до 1500 м над рівнем моря. Живляться геконами, яких ловлять серед скель.